# Crailsheim Merlins
I Crailsheim Merlins sono una società cestistica, parte della polisportiva TSV Crailsheim, avente sede a Crailsheim, in Germania. Fondati nel 1986, giocano nel campionato tedesco.
Disputano le partite interne nella Sportarena Crailsheim, che ha una capacità di 3.000 spettatori.

## Roster 2023/2024
Aggiornato al 14 dicembre 2022.
|    | Naz.                                     | Ruolo | Sportivo             | Anno | Alt. | Peso | Note |
| -- | ---------------------------------------- | ----- | -------------------- | ---- | ---- | ---- | ---- |
| 0  | Lituania (bandiera)                      | AP    | Arūnas Mikalauskas   | 1997 | 204  | 94   |      |
| 1  | Stati Uniti (bandiera)                   | AP    | Jaren Lewis          | 1996 | 201  | 98   |      |
| 2  | Stati Uniti (bandiera)                   | GA    | Myles Stephens       | 1997 | 196  | 98   |      |
| 3  | Germania (bandiera)                      | G     | Maurice Stuckey      | 1990 | 187  | 88   |      |
| 4  | Germania (bandiera)                      | P     | Elias Baggette       | 2002 | 181  | 82   |      |
| 5  | Finlandia (bandiera) · Serbia (bandiera) | P     | Edon Maxhuni         | 1998 | 188  | 84   |      |
| 7  | Stati Uniti (bandiera)                   | P     | Otis Livingston      | 1996 | 180  | 79   |      |
| 9  | Germania (bandiera)                      | A     | Fabian Bleck         | 1993 | 200  | 96   |      |
| 11 | Camerun (bandiera) · Germania (bandiera) | P     | René Kindzeka        | 1995 | 185  | 86   |      |
| 13 | Germania (bandiera) · Croazia (bandiera) | G     | Bruno Vrčić          | 2000 | 197  | 95   |      |
| 15 | Serbia (bandiera) · Germania (bandiera)  | C     | Bogdan Radosavljević | 1993 | 213  | 117  |      |
| 33 | Danimarca (bandiera)                     | C     | Asbjørn Midtgaard    | 1997 | 213  | 122  |      |